# Charmian Clift
Charmian Clift (Kiama, Australia, 30 de agosto de 1923 – 8 de julio de 1969) fue una escritora australiana y ensayista de mitad del XX. Fue la segunda mujer y colaboradora literaria de George Johnston.

## Biografía
Clift nació en Kiama, en Nueva Gales del Sur, en 1923. Se casó con George Johnston en 1947. Tuvieron tres niños, el mayor fue el poeta Martin Johnston. Después del trabajo de Clift y Johnston, en colaboración, High Valley (1949) ganaron reconocimiento como escritores, dejaron Australia y se trasladaron a trabajar a Londres antes de irse a vivir a la isla griega de Hydra para intentar vivir de la escritura.
Johnston regresó a Australia donde recibió el Miles Franklin Award, por su obra My Brother Jack. Por su parte, Clift se trasladó de nuevo a Sídney con sus hijos en 1964, después de que sus novelas Mermaid Singing, Peel Me a Lotus, and Honour's Mimic fueran un éxito.También fue muy reconocida por sus ensayos en periódicos de Sídney y Melbourne, entre cuyos trabajos se destacan "Images in Aspic" y "The World of Charmian Clift". 
Por su parte, el matrimonio de Clift y Johnston se rompió como consecuencia de sus problemas con el alcohol y las dificultades de adaptación de sus hijos, cuando regresaron a Sídney.
El 8 de julio de 1969, durante la víspera de la publicación de la obra de Johnston, Clean Straw for Nothing, Clift se suicidó con una sobredosis de barbitúricos en Mosman, un suburbio de Sídney.  Sus cenizas fueron más tarde esparcidas en uno de los jardines del crematorio en Sídney.

### Novelas
- High Valley, ( con George Johnston) 1949
- The Big Chariot, (con Johnston) 1953
- The Sponge Divers, (con Johnston) 1955
- Walk to the Paradise Gardens, 1960
- Honour's Mimic, 1964

### Ensayos y colecciones
- Strong Man from Piraeus and Other Stories, (con Johnston) 1983

### Autobiografías
- Mermaid Singing, Indianapolis, 1956
- Peel Me a Lotus, Londres, 1959

### Libros de no ficción
- Images in Aspic, Selected Essays, Sydney, 1965
- The World of Charmain Clift, Sydney, 1970
- Trouble in Lotus Land, Sydney, 1990
- Being Alone with Oneself, Sydney, 1991
- Charmian Clift: Selected Essays, 2001